# Tétényi Éva
Tétényi Éva Edit (Esztergom, 1961. december 25. –) magyar építészmérnök, független politikus, festőművész. Korábban hat éven át Terézváros, majd két évig Győr-Moson-Sopron megye főépítésze. 2010 és 2014 között Esztergom polgármesteri tisztségét látta el. Ő készítette fel Terézvárosban a Budapest világörökségi helyszíneit arra, hogy felkerüljenek az UNESCO világörökségi listájára. Önmagát „független, függetlennek” vallva, nem tagja egyetlen pártnak sem, hisz egy alulról építkező, a civil szakmaiságon alapuló, demokratikus társadalom kiépítésében.

## Karrier

### 2010-2014:Esztergom polgármestere
A 2010-es önkormányzati választások közeledtével a városi ellenzék az akkori hatalmon lévő Fidesz-KDNP színeiben a várost már tizenegy éve vezető Meggyes Tamás ellen Tétényi Évát kérte fel, hogy legyen egy közös ellenzéki polgármesterjelölt. A Jobbik, az MSZP, az LMP, az MDF, a Polgári Esztergomért Egyesület mellett a helyi független civil szervezetek is őt támogatták olyan formában, hogy nem indítottak saját jelöltet, hogy Tétényin kívül ne legyen más kihívója Meggyesnek. A Népszabadságnak adott interjúja során úgy fogalmazott: „nem én csatlakozom a pártok programjaihoz, hanem ők támogatják az enyémet”. A választások során a volt polgármester összesen 4494, míg Tétényi 8117 szavazatot, azaz a voksok 64,36%-át kapta. Így, egy teljes ellenzéki összefogással 2010. október 3-án Esztergom első kétharmaddal megválasztott és női polgármestere lett.

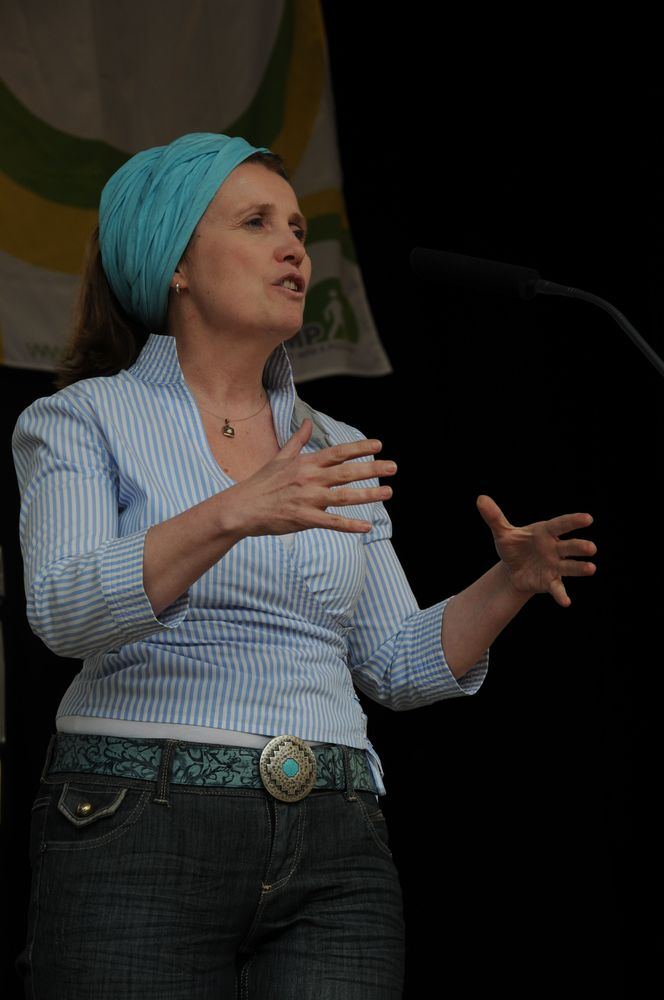
Tétényi Éva 2011-ben egy LMP által rendezett budapesti rendezvényen

A később elhíresült, botrányoktól sem mentes polgármesterségének ideje alatt az országos sajtót is bejárt események már a hivatalos átadás-átvételi eljárás során megkezdődtek. Meggyes Tamás előző városvezető nem adta át a polgármesteri szobáját arra hivatkozva, hogy szüksége van a helyiségre országgyűlési képviselői munkájának ellátásához, majd az átadás során közölte, hogy október 22-ig kiüríti a helyiséget.
A választás eredményei következtében, az esztergomi önkormányzatban patthelyzet alakult ki, mert a testületben a Fidesz-frakció is kétharmados többséget szerzett. Közte és a fideszes képviselők között nem tudott semmilyen kompromisszum születni, mind a két fél a másikat okolva emiatt. Tétényi szerint a többségben lévő képviselők csak olyan együttműködésben lettek volna érdekeltek, amelyben az ő szavuk érvényesült volna, míg a Fidesz-frakció tagjai úgy gondolták, hogy a polgármester asszony csak látványpolitizálást folytatott. Az átadás-átvétel során nyilvánosságra került 26 milliárdos adósság következtében, beleértve a 90 napon túli be nem fizetett 1,2 milliárd forintnyi kifizetetlen számlaállományt, Tétényi adósságrendezési eljárást kérvényezett a bíróságnál, megvétózva ezzel a fideszes többségű képviselő-testület határozatát, amely arra utasította, hogy további hitelekből fizesse ki a lejárt adósságokat. Meggyes Tamás nyílt testületi ülésen való felszólalását, amelyben törvénytelennek nevezte az adósságrendezési eljárás indítását, és a város és annak lakóinak tönkretételével gyanúsította meg Tétényit, a Széchenyi téren kivetítésre kerülő ülést látván az összegyűlt ötszáz ember kifütyüléssel és bekiabálással fogadta Meggyes szavait, többen pedig mécsest is gyújtottak a független polgármester asszony melletti szimpátiájuk jeleként.

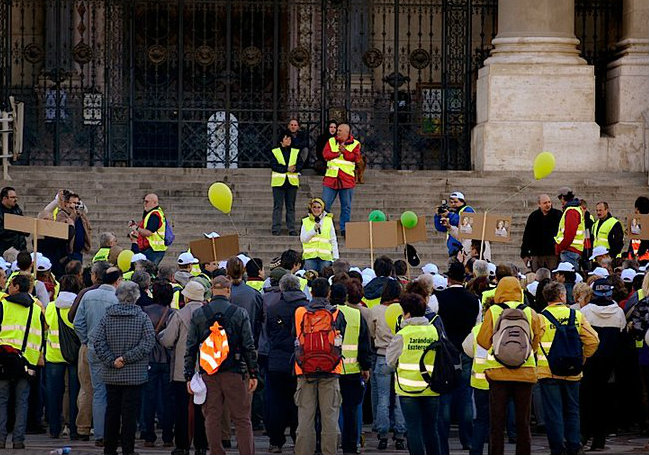
Tétényi a Szent István-bazilikánál beszél a Zarándoklat Esztergomért és a szimpatizánsok megjelentjei előtt

Miután 2011 januárjában már kísérletet tett a képviselő testület feloszlatására, ám azt a többségben lévő Fidesz-frakció leszavazta, Tétényi a március 31-i ülésen közölte, hogy a szerinte a munkáját tartósan akadályozó fideszes képviselők miatt a jövőben csak egyszer hívja össze a testületet, akkor is az adósságrendezési eljárás reorganizációs tervének elfogadására. Továbbá bejelentette azt is, hogy április 8-án éjszaka, az őt támogató helyiek kíséretében gyalog visz petíciót Esztergomból az Országházig, melyben a testület feloszlatását kéri. A Zarándoklat Esztergomért mozgalomban kétszázötven ember kísérte Tétényit a negyvenöt kilométeres úton, köztük volt a jobbikos Stámusz Andrea is. Az éjszaka során szinte minden faluban kiálltak az emberek és tapssal köszöntötték, több helyen még pogácsával és teával is kínálták őket. A 7500 ember által aláírt nyílt levelet Tétényi a délelőtt folyamán adta át az őt fogadó egyik miniszterelnökségi munkatársnak. Ezt követően a Szent István-bazilika előtt összegyűlt tömeg vastapssal fogadta őt.
A 2014-es önkormányzati választás során már egyedül, a 2010-es összefogás nélkül vágott neki az esztergomi választásoknak. Sem a Jobbik, sem az LMP sem pedig az eddig mellette kiálló függetlennek mondott társai nem fogtak érte össze. A 2014. október 12-i választás során a Fidesz-KDNP által támogatott Romanek Etelkával szemben mindössze 3,24%-os szavazatkülönbséggel alulmaradt, akit a 2019-es választáson Hernádi Ádám váltott.

### 2014-napjainkig:Első kiállítása,civil politizálása
Miután a 2014-es választás során csekély szavazatkülönbséggel alulmaradt a Fidesz-KDNP jelöltjével szemben, Tétényi egy kampányzáróval egybekötött, a saját festményeiből és rajzaiból álló kiállítással búcsúzott az őt támogatóktól. A bár szokatlan módon nem Esztergomban, hanem a Duna másik oldalán található Párkány városában megrendezésre kerülő eseményen a számtalan támogató és érdeklődő mellett jelen volt a város polgármestere, Ján Oravec és alpolgármestere Kornelia Slabáková is, aki beszédével nyitotta meg az eseményt. Párkány polgármestere kihangsúlyozta, „Tétényi Évával hasonló nézeteket vallunk, és nagyszerű munkakapcsolatot építettünk ki”, majd nagyrabecsüléséről biztosította az alkotót, és sok sikert kívánt neki az elkövetkező évekre. A Barta Gyula Galériában megrendezésre kerülő eseményen a kiállított műveiről Tétényi elmondta, „Több száz alkotás közül választottam ki azokat, amelyek a megfoghatatlan és megfogalmazhatatlan emóciókat fejezik ki”. Azt is elárulta, hogy a festmények közel tíz év munkái, és igyekezett azon műveit be- és megmutatni a nagyközönségnek, amelyek „az értelem és az érzelem állandó viadalából az emóciót, valamint az együttérzést jelenítik meg”.
A önkormányzati választásokat követően Tétényi budapesti lakásába költözött, elmondása szerint kíváncsian figyeli az új társadalmi és politikai mozgalmakat, támogatja és részt is vesz a demokráciatüntetéseken.
2018 márciusától Márki-Zay Péter hódmezővásárhelyi polgármester tanácsadója.

## Mondásai
Az esztergomi patthelyzet következtében a sajtóban gyakran szereplő és országos vitákat is kiváltó Tétényi Éva több olyan mondatot is mondott, amit azóta vele azonosítanak. Az ATV Egyenes Beszéd című műsorában nyilatkozta, a később elhíresült „Ezért mondom mindig, hogy előbb-utóbb mindenki rájön, hogy esztergomi” mondatát, amit azzal magyarázott, hogy Meggyes Tamás előző városvezető egy testületi ülésen való felszólalásából szerinte azt lehetett kiolvasni, hogy tudatosan képeztek adósságot a városban, mondván, hogy a következő kormány majd úgyis megoldja, de így azt az országnak kell majd megfizetnie és akkor már mindenki esztergomivá válik. Elmondása szerint, aminek már többször is hangot adott, magát úgy definiálta, hogy „Én vagy rendszerhiba vagyok, vagy a jövő”.